# Zapporthorn
Das Zapporthorn ⓘ (aus älterem ze Bord für zum Bord für ‚Böschung, Rand, Grat‘) ist ein Berg westlich des San-Bernardino-Pass im Kanton Graubünden in der Schweiz mit einer Höhe von 3155 m ü. M.

## Lage und Umgebung
Das Zapporthorn gehört zu den Adula-Alpen die wiederum Teil der Lepontinischen Alpen sind. Der Berg befindet sich vollständig auf Gemeindegebiet von Mesocco. Er wird im Norden durch das Rheinwald, im Osten durch das Misox und im Süden durch das Calancatal eingefasst.
Zu den Nachbargipfeln gehören das Marscholhorn und der Breitstock im Osten, Piz de Mucia im Südosten, Pizzo de Stabi, Puntone dei Fraciòn und Rheinquellhorn im Osten, Puntone della Parete und Piz Piotta im Süden und Höhberghorn und Lorenzhorn im Norden.
Nordwestlich des Zapporthorns, an den Hängen von Rheinwaldhorn, Güferhorn und Rheinquellhorn entspringt der Hinterrhein, der via Rhein zur Nordsee fliesst. Am Südhang entspringt die Calancasca und am Osthang die Moesa, die beide via Tessin und Po ins Mittelmeer fliessen.
Der am weitesten entfernte sichtbare Punkt (44° 13′ 38″ N, 7° 3′ 41,9″ O) vom Zapporthorn ist die 2693 m s.l.m. hohe Testa Rognosa della Guercia auf der Grenze zwischen der italienischen Region Piemont und der französischen Region Provence-Alpes-Côte d’Azur und ist 297 km entfernt.
Auf allen Flanken ist das Zapporthorn vergletschert. Einzig der Gletscher auf der Nordseite besitzt auf der Karte einen Namen, nämlich Zapportgletscher. Im SAC-Clubführer wird der Gletscher auf der Ostseite Ghiacciaio de Mucia genannt.
Nordwestlich des Zapporthorn, jedoch auf der anderen Talseite befindet sich auf 2276 m ü. M. die zum Schweizer Alpen-Club SAC gehörende Hütte Zapporthütte.
Talorte sind Hinterrhein und San Bernardino. Häufige Ausgangspunkte der San-Bernardino-Pass und die Zapporthütte.

## Routen zum Gipfel

### Sommerrouten

#### Über die Ostflanke und zuletzt über den Nordostgrat

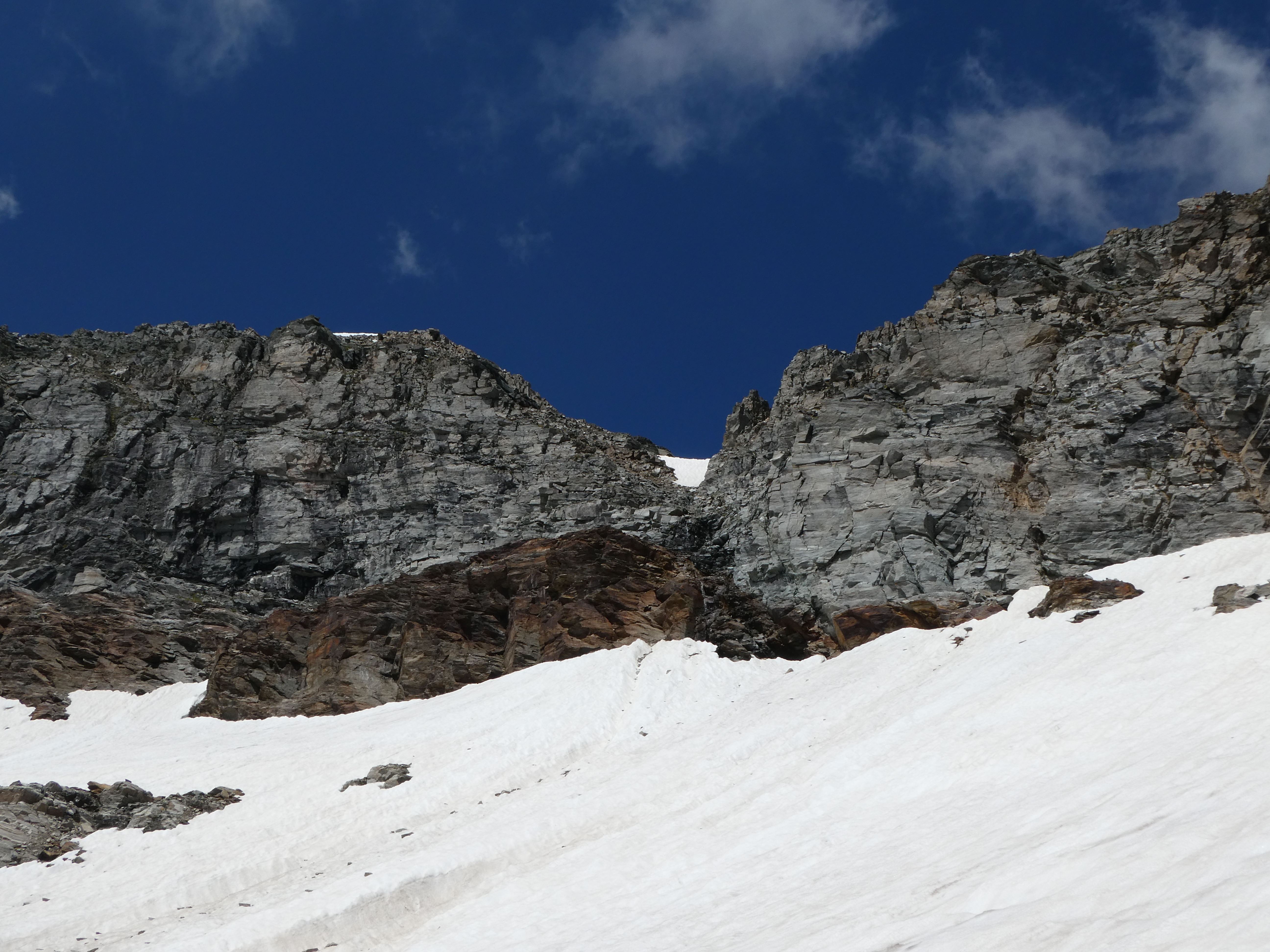
Das steile Couloir führt vom Ghiacciaio de Mucia zum Nordostgrat.

- Ausgangspunkt: Süd-Ufer des Laghetto Moesola auf dem San-Bernardino-Pass (2063 m)
- Via: P 2176, P 2352, Coston de Mucia, Couloir, Nordostgrat
- Schwierigkeit: T6, WS
- Zeitaufwand: 3 Stunden

#### Über die Südsüdostkante
- Ausgangspunkt: San-Bernardino-Pass (2063 m) oder Pian d'As (1342 m)
- Via: Pass de Mucia
- Schwierigkeit: ZS
- Zeitaufwand: 3 Stunden vom San-Bernardino-Pass oder 7 Stunden von Pian d'As (1 Stunde vom Pass de Mucia)
- Erstbegehung: Leodogar Lisibach und Schürmann, 20. Juli 1906

#### Vom Pizzo de Stabi (leichte Route)
- Ausgangspunkt: Pizzo de Stabi (3135 m)
- Via: P 3038, Fil de Stabi, Ghiacciaio de Mucia, Couloir, Nordostgrat
- Schwierigkeit: WS
- Zeitaufwand: 2½ Stunden
- Erstbegehung: E. Caberla mit G. Trepp, 5. September 1872

#### Über den Westsüdwestgrat
- Ausgangspunkt: Pizzo de Stabi (3135 m)
- Schwierigkeit: ZS+
- Zeitaufwand: 2½ Stunden
- Erstbegehung: O. Schoch und Salis, 12. August 1902
- Alternative: Schwierigkeiten im Süden umgehen (Erstbegehung durch E. Heinzelmann und A. Ludwig, 11. August 1898)

#### Über das Couloir der Nordwand
- Ausgangspunkt: Zapporthütte (2265 m)
- Via: Paradies, Zapportgletscher, Couloir, Nordostgrat
- Schwierigkeit: ZS+
- Zeitaufwand: 4 Stunden

### Winterrouten

#### Von San Bernardino
- Ausgangspunkt: San Bernardino (1629 m)
- Via: Passstrasse bis zur Kurve P 1909, La Leca, Coston de Mucia, Ghiacciaio de Mucia, Couloir, Nordostgrat. Skidepot auf dem Grat
- Expositionen: S, E
- Schwierigkeit: WS+
- Zeitaufwand: 5 Stunden